# Pandanus mayotteensis
Pandanus mayotteensis är en enhjärtbladig växtart som beskrevs av Harold St.John. Pandanus mayotteensis ingår i släktet Pandanus och familjen Pandanaceae. Inga underarter finns listade.